# Riu Bara
El riu Bara (urdú: دریائے باڑہ) i és un riu de Pakistan a les Àrees Tribals d'Administració Federal (separades de la província de la Frontera del Nord-oest). Neix a les altures de Tirah i corre cap a l'est per les muntanyes Safed Koh, la serralada Surghar, i les muntanyes Torghar o serralada Zia-ud-din. Entre aquestes muntanyes (les dues primeres al nord i les darreres al sud) hi ha diverses fortaleses que van dificultar el pas del britànics el 1897. Després d'entrar al districte de Peshawar corre al nord i desaigua al riu Kabul. El canal de Bara surt de la riba nord i es divideix en dues branques, Khalil o Sangu i Mohmad o Shaikhan (dels noms de les tribus dels que travessa el territori) i regava una extensió de 150 km² el 1903.